# Amilcar Type CGSS

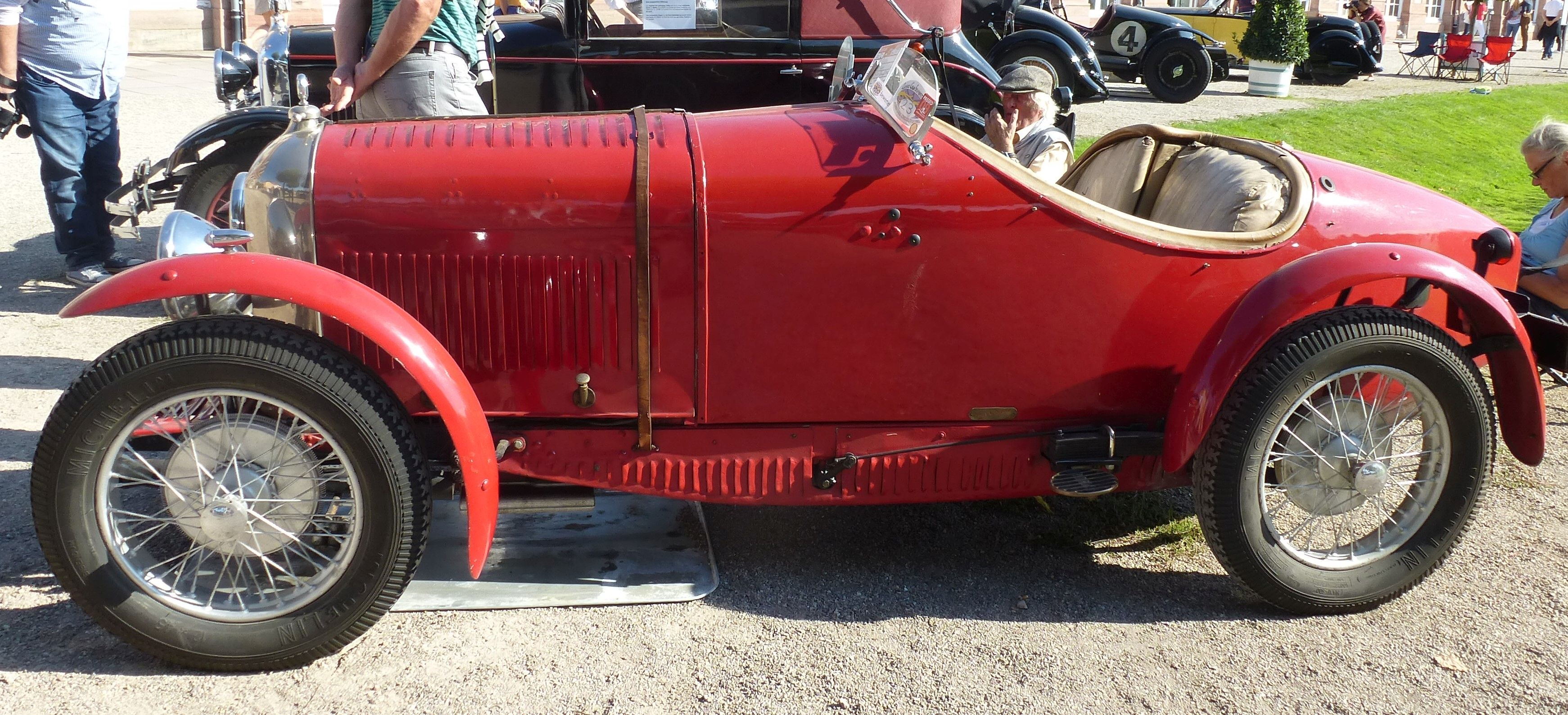
Seitenansicht

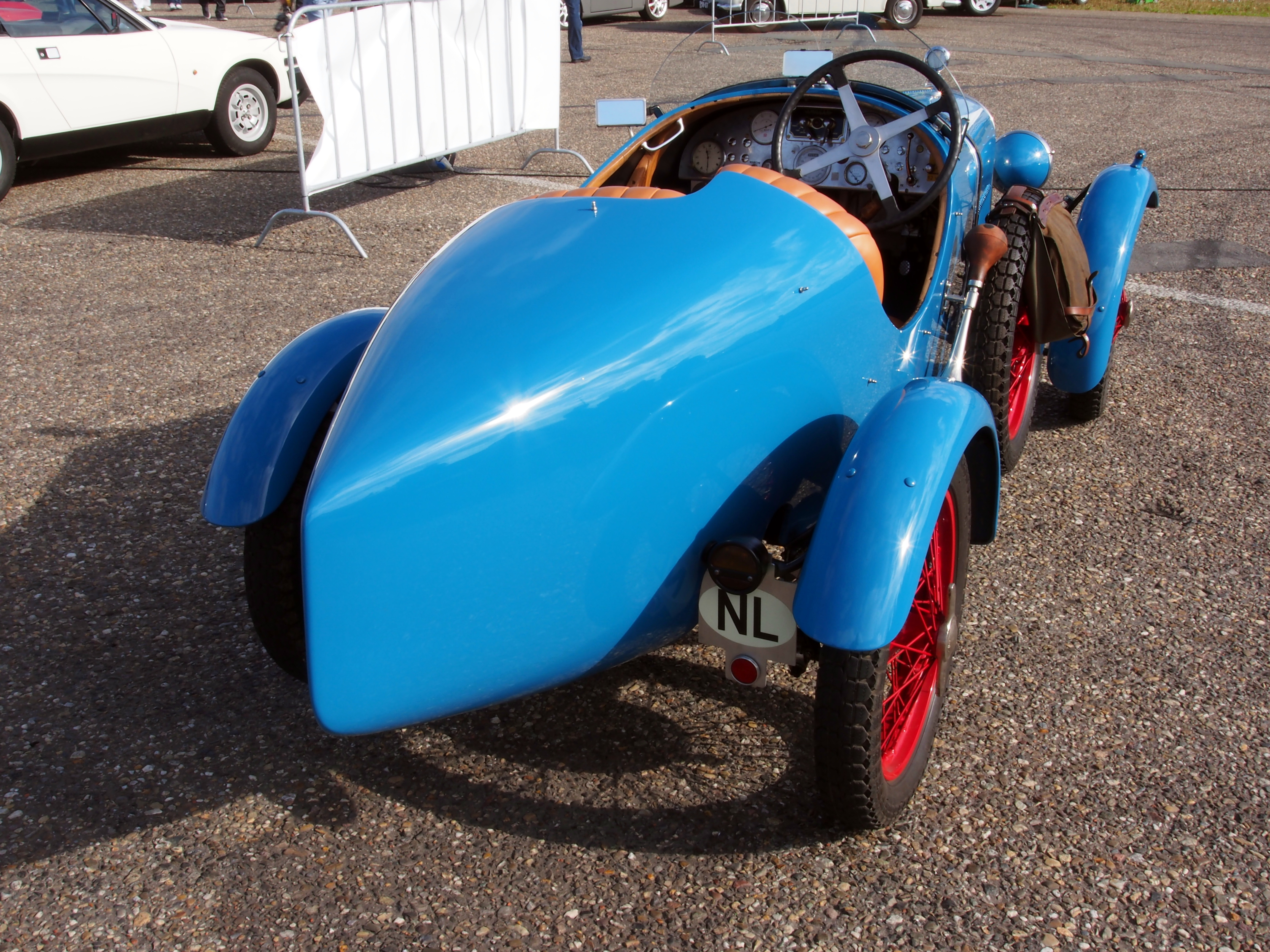
Spitzheck

Der Amilcar Type CGSS (kurz Amilcar CGSS) war ein Pkw der französischen Marke Amilcar. Das CGSS stand für Chassis Grand Sport Surbaissé. Surbaissé bedeutet niedriger.

## Beschreibung
Das Fahrzeug wurde im Juni 1926 präsentiert und löste den Amilcar Type CGS ab. Es war noch sportlicher ausgelegt.
Der überwiegend verwendete Vierzylindermotor entsprach bis auf eine leicht geänderte Nockenwelle dem Vorgängermodell. Er hatte 60 mm Bohrung, 95 mm Hub, 1074 cm³ Hubraum, 7 Cheval fiscal und 33 PS Motorleistung. Ab Februar 1929 stand auch ein größerer Motor vom Amilcar Type M 2 mit 60 mm Bohrung, 110 mm Hub und 1244 cm³ Hubraum in den Preislisten. Es bleibt unklar, ob dies ein Fehler in der Preisliste war, oder ob tatsächlich die Fahrzeuge des letzten Produktionsjahres diesen Motor erhielten.
Das Fahrgestell war niedriger ausgelegt. Außerdem war der Radstand auf 2323 mm gekürzt worden, während die Spurweite mit 1090 mm gleich blieb. Das Leergewicht war mit 550 kg angegeben. Erst ab 1928 war ein Differentialgetriebe erhältlich. Die Lenkung entsprach dem Amilcar Type G.
Viele Fahrzeuge waren als Roadster karosseriert. Sie hatten kleine, mitlenkende vordere Kotflügel. Anfangs war der Aufbau ohne Türen und Frontscheibe, während die beiden Sitze leicht versetzt angeordnet waren. Später waren zwei Türen und Frontscheibe erhältlich und die Sitze nebeneinander. Das Karosseriebauunternehmen Carrosserie Charles Duval fertigte die Karosserien. Außerdem bot es ein Coupé an. Von Brichet aus Genf ist ebenfalls ein Coupé überliefert.
Die Motoren erhielten die Nummern von 41.001 bis 41.985, was auf 985 Fahrzeuge schließen lässt. Allerdings ist eine Überschneidung mit dem Type CGS möglich. Für das letzte Produktionsjahr 1929 sind die Nummern 41.926 bis 41.985 überliefert.

## Auktionsergebnisse
Bonhams versteigerte 2014 ein Fahrzeug von 1927 für 191.400 US-Dollar.
Artcurial erzielte 2015 für ein Fahrzeug in sehr schlechtem Zustand aus der Baillon Collection 54.832 Euro, dem Zehnfachen des oberen Schätzpreises.
Erneut Artcurial konnte 2016 ein 1927er Fahrzeug für 45.296 Euro versteigern.
Bonhams versteigerte im Januar 2018 ein Fahrzeug von 1928 zu einem nicht genannten Preis.
Artcurial erzielte im Februar 2018 83.440 Euro.
Bonhams versteigerte im März 2018 das Fahrzeug mit dem britischen Kennzeichen BF 6205 für 68.700 Pfund Sterling.
Aguttes erzielte im April 2018 91.640 Euro.
Osenat konnte im Juni 2018 ein Fahrzeug von etwa 1927 für 68.400 Euro versteigern.
Im September 2018 wurde ein Fahrzeug mit einem unteren Schätzpreis von 85.000 Euro nicht versteigert.
Brightwells bot im Oktober 2018 ein Fahrzeug von 1928 an, das 1932 mit Teilen eines Riley 9 modifiziert wurde, und versteigerte es für 76.160 Pfund.